# Proclinopyga solivaga
Proclinopyga solivaga är en tvåvingeart som beskrevs av Axel Leonard Melander 1927. Proclinopyga solivaga ingår i släktet Proclinopyga och familjen dansflugor.
Artens utbredningsområde är Washington. Inga underarter finns listade i Catalogue of Life.